# Daryl Gates
Daryl Gates, né Darrel Francis Gates le 30 août 1926 à Glendale et mort le 16 avril 2010 à Dana Point, a été le chef du Los Angeles Police Department de 1978 à 1992. C'est le second plus long mandat à ce poste après celui de William H. Parker dans les années 1950-1960.
En tant que chef de la police, Gates a adopté une approche dure, agressive et paramilitaire de l'application de la loi. Il a co-créé, avec John Nelson (en), les équipes du SWAT du Los Angeles Police Department (LAPD). Il a également co-fondé le programme D.A.R.E (en) avec le Los Angeles Unified School District (en). Gates se retirera des services de police après les émeutes qui ont suivi le passage à tabac de Rodney King à Los Angeles. La même année, il reçoit le prix Ig-Nobel de la paix pour « sa technique unique et convaincante pour rassembler les gens ».